# Dál Riata uralkodóinak listája
Dál Riata kora középkori királyság volt, melynek területe Skócia nyugati és Észak-Írország északkeleti részére terjedt ki. Dál Riata több királya korai őse volt a skót és így a XVII. század után uralkodó angol királyoknak is.

## Dál Riata királyai

### A Mag Rath-i csata előtti királyok
| Uralkodott | Uralkodói név    | Eredeti név                               | Családja                          | Megjegyzés                                                                        |
| ---------- | ---------------- | ----------------------------------------- | --------------------------------- | --------------------------------------------------------------------------------- |
| Ismeretlen | Erc              | -                                         |                                   |                                                                                   |
| ?          | Loarn            | Loarn mac Eirc                            | Talán az államalapító Erc fia     |                                                                                   |
| ? - 501    | I. Fergus Mór    | Fergus Mór mac Eirc Mac Nisse Mór         | Erc fia                           |                                                                                   |
| 501 - 507  | Domangart        | Domangart mac Ferguso Domangart Mac Nissi | Fergus Mór fia                    |                                                                                   |
| 507 - 542  | Comgall          | Comgall mac Domangairt                    | Domangart fia                     | Azt mondják 35 évig uralkodott.                                                   |
| 542 - 560  | Gabrán           | Gabrán mac Domangairt                     | Domangart fia                     | A halála talán egybeesik Maelchon fia Bridei pikt királyéval.                     |
| 560 - 574  | Conall           | Conall mac Comgaill                       | Cenél Comgaill; Comgall fia       | Az ő uralkodása idején tértek keresztény hitre a skót népek.                      |
| 574 - 606  | Áedán            | Áedán mac Gabráin                         | Cenél nGabráin; Gabrán fia        | Iona-i Adomnán Szentt Columba élete című művéből ismerjük.                        |
| 606 - 629  | I. Eochaid Buide | Eochaid Buide Eochaid mac Áedáin          | Cenél nGabráin; Áedán fia         | Iona-i Adomnán Szent Columba élete című művéből ismerjük.                         |
| 629        | Connad Cerr      | Connad mac Conaill                        | Cenél Comgaill; Conall fia        |                                                                                   |
| 629 - 642  | I. Domnall Brecc | Domnall Brecc Domnall mac Echdach         | Cenél nGabráin; Eochaid Buide fia | A Strathcarron-i csatában halt meg Eugein map Beli, a Alt Clut urának keze által. |
| 642 - ?    | Ferchar          | Ferchar mac Connaid                       | Cenél Comgaill; Connad Cerr fia   | Az apját követte a trónon.                                                        |

### KirályokMag Rath-tól741-ig
| Uralkodott | Uralkodói név        | Név                                                  | Család | Megjegyzés |
| ---------- | -------------------- | ---------------------------------------------------- | --- | --- |
| ? - 654    | Dúnchad              | Dúnchad mac Conaing I. Dúnchad mac Dúbain            | Cenél nGabráin; talán Áedán fia Conaing fia.                                                                 | |
| 654 - 660  | II. Conall Crandomna | Conall Crandomna Conall Crannamna Conall mac Echdach | Cenél nGabráin; Eochaid Buide fia                                                                            | |
| 660        | II. Domangart        | Domangart mac Domnaill                               | Cenél nGabráin; II. Domnall Brecc fia                                                                        | |
| 660 - 689  | Máel Dúin            | Máel Dúin mac Conaill                                | Cenél nGabráin; Conall fia                                                                                   | |
| 689 - 696  | Domnall Donn         | Domnall Donn Domnall mac Conaill                     | Cenél nGabráin; Conall fia                                                                                   | |
| 696 - 697  | Ferchar Fota         | Magas Ferchar Ferchar mac Feredaig                   | Cenél Loairn; a Loarn utáni hetedik generáció tagja                                                          | Cenél Loairn és, egy rövid ideig, Dál Riata királya.                                                                       |
| 697        | II. Eochaid          | Eochaid mac Domangairt                               | Cenél nGabráin; Domangart fia                                                                                | |
| 697 - 698  | Ainbcellach          | Ainbcellach mac Ferchair                             | Cenél Loairn; Ferchar Fota fia                                                                               | 718-ban halt meg a bátyjával, Selbachhal vívott csatában.                                                                  |
| 698 - 700  | Fiannamail           | Fiannamail ua Dúnchado Fiannamail mac h-ua Dúnchado  | Cenél nGabráin ?; talán az unokája vagy a dédunokája a korai Conaing fia Dúnchadnak.                         | |
| 700 - 707  | Béc                  | Béc ua Dúnchado                                      | Cenél nGabráin ?; talán az unokája vagy az unokaöccse a korai Conaing fia Dúnchadnak.                        | Cenél nGabráin királya |
| 707 - 721  | II. Dúnchad          | Dúnchad Bec                                          | Cenél nGabráin; ismeretlen, de valószínűleg Fiannamail, Béc és a korai Dúnchad mac Conaing lehetséges rokona | Kintyre királya, amit Cenél nGabráinnek neveztek 719-től 721-ig.                                                           |
| 707 - 723  | Selbach              | Selbach mac Ferchair                                 | Cenél Loairn; Ferchar Fota fia                                                                               | Lemondott a fia, Dúngal javára és 730-ban meghalt                                                                          |
| 723 - 726  | Dúngal               | Dúngal mac Selbaig                                   | Cenél Loairn; Selbach fia                                                                                    | Talán Cenél Loairn királya is volt, de 733-ban lemondott                                                                   |
| 726-733    | III. Eochaid         | Eochaid Angbad Eochaid mac Echdach                   | Cenel nGabráin; Eochaid fia                                                                                  | Visszatért Cenel nGabráin trónjára                                                                                         |
| 733-736    | Muiredach            | Muiredach mac Ainbcellaig                            | Cenél Loairn; Ainbcellach fia                                                                                | Cenél Loairn királya |
| 736 - ?    | I. Alpín             | Alpín mac Echdach                                    | Ismeretlen                                                                                                   | |
| ?          | Eógan                | Eógan mac Muiredaig                                  | Cenél Loairn; Muiredach fia                                                                                  | Skót krónikákból ismerjük.                                                                                                 |
| ? - 741    | Indrechtach          | Indrechtach mac Fiannamail                           | Cenel nGabráin ?; talán a korai Fiannamail fia                                                               | A Forborosi csatában halt meg, talán Óengus ellen; talám Dál nAraidi királya is, de mint ilyet mac Lethlobairként ismerik. |

### Királyok a 741-től
| Uralkodott                   | Uralkodói név | Név                    | Család                                         | Megjegyzés                                                           |
| ---------------------------- | ------------- | ---------------------- | ---------------------------------------------- | -------------------------------------------------------------------- |
| 741-768: Ismeretlen királyok |               |                        |                                                |                                                                      |
| 768-778                      | I. Áed Find   | Áed mac Echdach        | Cenel nGabráin; talán Eochaid fia Eochaid fia. |                                                                      |
| 778-781                      | II. Fergus    | Fergus mac Echdach     | Cenel nGabráin; Áed Find bátyja                |                                                                      |
| ?                            | IV. Eochaid   | Eochaid mac Áeda Find  | Cenel nGabráin; Áed Find fia                   |                                                                      |
| ? - 792                      | Donncoirce    | Nem ismert             | Ismeretlen                                     |                                                                      |
| ?-792                        | Caustantín    | Caustantín mac Fergusa |                                                | Pikt király is kb. 792-820                                           |
| 792-805: Ismeretlen királyok |               |                        |                                                |                                                                      |
| 805-807                      | III. Conall   | Conall mac Taidg       | Ismeretlen                                     | Egy csatában halt meg Kintyreben.                                    |
| 807-811                      | IV. Conall    | Conall mac Áedáin      | Ismeretlen                                     | Megölte Conall mac Taidgot.                                          |
| 811-835                      | III. Domnall  | Domnall mac Caustantín | Caustantín mac Fergusa fia                     | Huszonnégy évig uralkodott.                                          |
| 835                          | Óengus        | Óengus mac Fergusa     | Caustantín bátyja                              | Pikt király is kb. 820-834                                           |
| 835                          | Eóganán       | Eóganán mac Óengusa    | Óengus fia                                     | Pikt király is kb. 837-839                                           |
| 835-839                      | II. Áed       | Áed mac Boanta         | Nem ismert                                     | Egy vikingek elleni csatában halt meg.                               |
| 839 - ?                      | II. Alpin     | Alpín mac Echdach      | Cenel nGabráin; Áed Find fia Eochaid fia       | Csak későbbi forrásokból ismert.                                     |
| ?                            | Cináed        | Cináed mac Ailpín      | Cenel nGabráin; Alpín fia                      | Pikt király is kb. 843-858                                           |
| ?                            | Gofraid       | Gofraid mac Fergusa    | Airgíalla királya vagy hercege                 | Uralma után Dál Riata beolvadt az egységes skót királyságba, Albába. |